# Subrata Pal
Subrata Pal (Bengala Occidental, India; 24 de diciembre de 1986) es un futbolista indio que juega en la posición de guardameta con el ATK Mohun Bagan FC de la Superliga de India cedido del Hyderabad FC.

## Carrera

### Club
| Periodo   | Club                          | Apariciones | Goles |
| --------- | ----------------------------- | ----------- | ----- |
| 2004–2007 | Mohun Bagan AC                | 1           | 0     |
| 2007–2009 | East Bengal                   | 31          | 0     |
| 2009–2012 | Pune FC                       | 40          | 1     |
| 2012–2014 | Prayag United                 | 15          | 0     |
| 2013      | → Rangdajied United (cedido)  | 6           | 0     |
| 2014      | → FC Vestsjælland (cedido)    | 0           | 0     |
| 2014–2015 | Mumbai City FC                | 26          | 0     |
| 2015      | → Salgaocar FC (cedido)       | 15          | 0     |
| 2016–2017 | NorthEast United              | 11          | 0     |
| 2016–2017 | → DSK Shivajians (cedido)     | 24          | 0     |
| 2017–2019 | Jamshedpur FC                 | 43          | 0     |
| 2020–     | Hyderabad FC                  | 6           | 0     |
| 2021      | → East Bengal (cedido)        | 4           | 0     |
| 2022–     | → ATK Mohun Bagan FC (cedido) | 0           | 0     |

### Selección nacional
Jugó para India en 67 ocasiones de 2007 a 2017, ganó la Copa Desafío de la AFC 2008, el Campeonato de la SAFF 2015 y tres ediciones de la Copa Nehru, además de participar en la Copa Asiática 2011, los Juegos Asiáticos de 2006 y dos eliminatorias mundialistas.

## Logros

### Selección nacional
- AFC Challenge Cup: 2008
- SAFF Championship: 2015
- Copa Nehru: 2007, 2009, 2012
- Tri-Nation Series: 2017

### Individual
- Premio Arjuna: 2016[1][2]
- Jugador del Año del East Bengal: 2008[3][4]
- Guante de Oro de la Super Liga de India: 2017-18